# Романюк Роман Сергійович

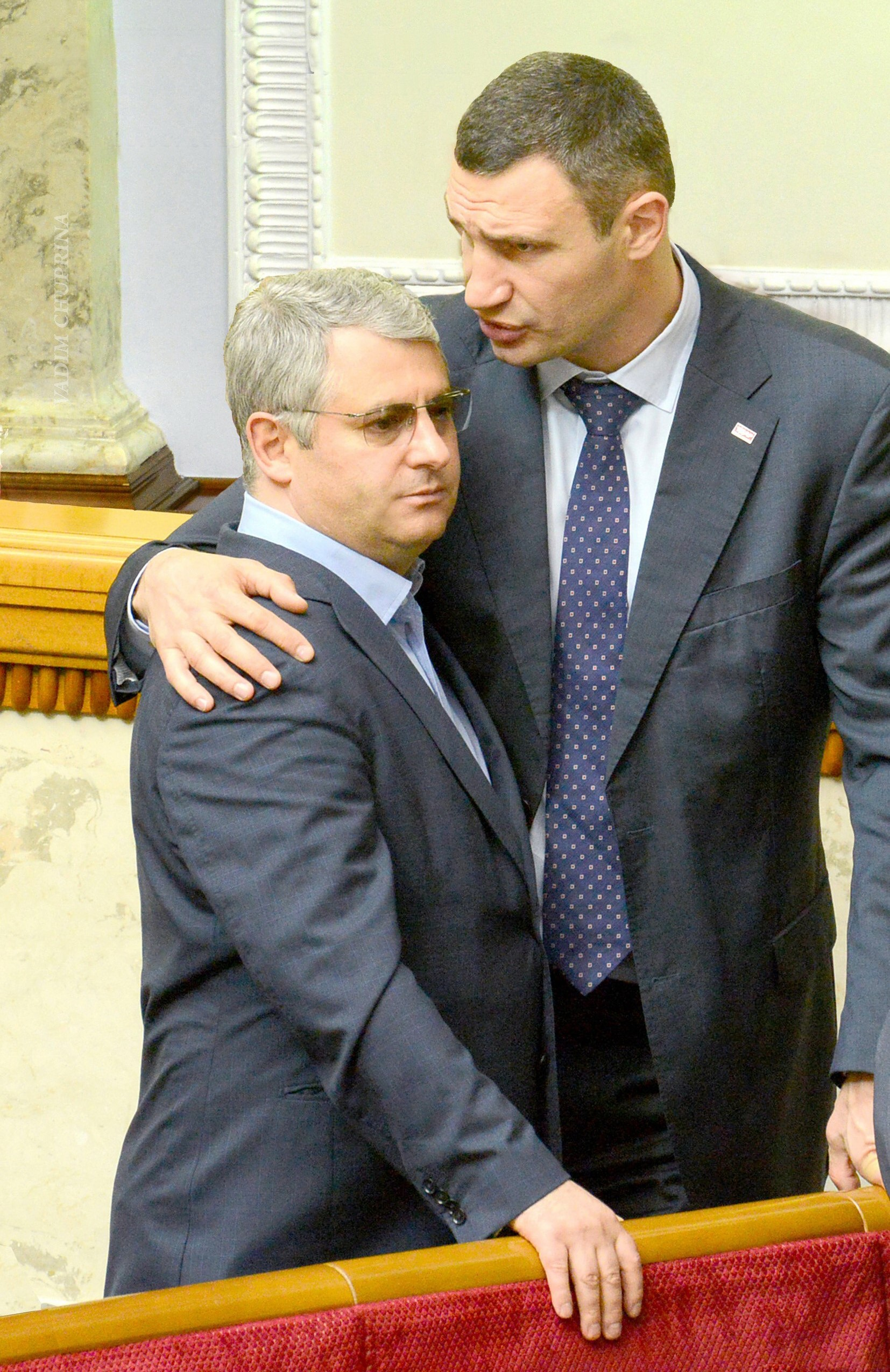
Романюк та Віталій Кличко. ВРУ, 2013

Романюк Роман Сергійович (нар. 18 жовтня 1961, Чернівці) — український політик та правник, Народний депутат України, VII та VIII скликань. Заслужений юрист України.

## Життєпис
- Народився 18 жовтня 1961 року в Чернівцях. У ранньому віці Роман Романюк залишився без батьків, тому потрапив до чернівецького дитячого закладу «Дім сиріт», а пізніше до дитячого будинку «Ромашка». Середню освіту отримав у школі-інтернаті. Після вступив до Технічного училища № 2 у Чернівцях, де здобув професію монтажник електро-радіо апаратури.
- 1980 — 1982 — служив у Радянській армії.
- 1988 — закінчив юридичний факультет КНУ за спеціальністю «Правознавство».
- 1988 — розпочав трудову діяльність у органах державної виконавчої влади та органах місцевого самоврядування м. Києва. Понад 10 років очолював Управління взаємодії з судами, правоохоронними органами та органами юстиції Київської міської державної адміністрації.
- 2004 — закінчив Національну Академію державного управління при Президенті України, за спеціальністю магістр державного управління.
- 2007 — працював на посаді Голови правління БО «Фонд правоохоронних органів столиці».
- 2009—2010 — голова партії «Нова Країна» (партія «Удар»).
- 2010 — член партії УДАР[3].
- 2008—2012 — депутат Київської міської ради VI скликання. Заступник голови постійної комісії Київської міської ради з питань дотримання законності, правопорядку та запобіганню корупції.
- 2012 — 2014 — народний депутат України VII скликання.
- 2014 — на виборах до ВРУ вдруге обраний нардепом VIII скликання від Блок Порошенка (№ 25 у списку).
- Член фракції Блоку Порошенка.
- Голова підкомітету з питань правового статусу Вищої ради правосуддя, Вищої кваліфікаційної комісії суддів України та їх членів Комітету Верховної Ради України з питань правової політики та правосуддя.

## Сiм'я
У віці трьох місяців Романюк залишився сиротою. Виховувався в дитячому будинку.
Роман одружений на Лілії Романюк. У 2019 році вона займалася підприємництвом, працювала в Київській міській клінічній лікарні №8 та Національної медичної академії післядипломної освіти імені П. Л. Шупика.
У подружжя є донька Анастасія. Вона одружена з генеральним директором КП «Київпастранс» Дмитром Левченком.

## Нагороди
- Заслужений юрист України.
- Почесна грамота Кабміну України[5],
- відомчі відзнаки МВС України, СБУ, Генеральної прокуратури України, Податкової адміністрації України.
- Орден князя Володимира ІІІ, ІІ ступенів (УПЦ Московського патріархату)
- Орден Андрія Первозванного (УПЦ Московського патріархату)